# Irleava, Ujhorod
Irleava (în ucraineană Ірлява) este localitatea de reședință a comunei Irleava din raionul Ujhorod, regiunea Transcarpatia, Ucraina.

## Demografie
Componența lingvistică a localității Irleava
     Ucraineană (100%)
Conform recensământului din 2001, toată populația localității Irleava era vorbitoare de ucraineană (100%).